# Alfred Wainwright
Alfred („A.“) Wainwright MBE (* 17. Januar 1907 in Blackburn, Lancashire; † 20. Januar 1991 in Kendal) war ein englischer Autor und Illustrator. Seine sieben Pictorial Guide to the Lakeland Fells, die zwischen 1955 und 1966 erschienen sind, gelten als Standardwerk der Routenbeschreibungen zu 214 Bergen („Fells“) des englischen Lake District. Zu den über 40 weiteren Büchern gehört die Beschreibung einer 300 km langen Wanderung quer durch Nordengland von der irischen See bis an die Nordsee (A Coast to Coast Walk), die genau wie die Pictorial Guides komplett vom Autor handschriftlich gestaltet und mit vielen Skizzen und Zeichnungen illustriert ist.

## Leben
Alfred Wainwright war das vierte Kind einer Arbeiterfamilie aus Blackburn und wuchs in ärmlichen Verhältnissen auf. Obwohl er ein guter Schüler war, verließ er die Schule im Alter von 13 Jahren und wurde Bürogehilfe bei der Stadtverwaltung in Blackburn. In Abendschulen bildete er sich in Buchführung weiter, was sich positiv auf seine Karriere auswirkte.
Schon als Kind war Wainwright gern und viel gewandert, oft bis zu 30 Kilometer am Tag. Er interessierte sich außerdem sehr fürs Zeichnen und die Kartografie und zeichnete für sich Karten von England und der Region, in der er lebte.
1930 hatte er im Alter von 23 Jahren genug Geld gespart, um mit seinem Cousin Eric Beardsall eine Woche im nahe gelegenen Lake District zu verbringen. Sie fuhren nach Windermere und erstiegen Orrest Head, von wo aus Wainwright das erste Mal die Fells des Lakelands sah. Diese Zeit auf Orrest Head war der Beginn seiner Liebe zum Lake District und veränderte sein Leben.
Obwohl er weniger verdiente als in Blackburn, nahm Wainwright 1941 eine Stelle in der Finanzverwaltung von Kendal an, die er von 1948 bis zu seiner Pensionierung 1967 auch leitete. Die Tatsache, dass Kendal dichter am Lake District liegt, ließ ihn den Einkommensverlust verschmerzen.

### Pictorial Guides
Wainwright begann die Arbeit an der ersten Seite der Pictorial Guide to the Lakeland Fells am 9. November 1952. Von Beginn an plante er den genauen Umfang und den Inhalt der sieben Bücher. Er arbeitete gewissenhaft und mit großer Sorgfalt an ihnen für die nächsten 13 Jahre und stellte jeden Tag eine Seite fertig. Dabei schrieb er sämtlichen Text mit der Hand und arbeitete so genau, dass der Text wie im Blocksatz erscheint. Jedes Kapitel ist mit zahlreichen Ansichten, Anstieg- und Detailskizzen des jeweiligen der von Wainwright klassifizierten 214 Gipfel versehen. Als Vorlage für die Skizzen dienten ihm Schwarzweißfotos, die er auf Wanderungen selbst aufgenommen hatte.
Wainwright sagt in seiner Autobiografie Fellwanderer, er habe die Bücher für seine eigenen Erinnerungen geschrieben und zunächst keine Absichten einer Veröffentlichung gehegt. Freunde und Bekannte drängten ihn jedoch dazu, diese Führer auch der breiteren Öffentlichkeit zugänglich zu machen. Durch einen örtlichen Druckereibetrieb wurden die ersten Bücher im Selbstverlag herausgebracht. Sein Freund Henry Marshall, Leiter der Bibliothek in Kendal, übernahm den Part des Verlegers. Ab Band vier übernahm diese Funktion dann die Regional-Zeitung Westmorland Gazette aus Kendal.
1990 wurde die Herausgabe dann von Michael Joseph, einem Verleger der Penguin-Gruppe, übernommen. Als die Verkaufszahlen geringer wurden und die Herausgabe 2003 eingestellt werden sollte, wurden die Rechte vom Verlag Frances Lincoln gekauft.
Von 2006 bis zum September 2010 wurden die Pictorial Guides überarbeitet, da an einigen Stellen im Lakeland signifikante Änderungen im Laufe der letzten 50 Jahre eingetreten waren. Die Bearbeitung wurde von Chris Jesty übernommen, der dazu eine computerisierte Form der Handschrift von Alfred Wainwright benutzte, damit die Änderungen im Seitenlayout möglichst unaufdringlich ausfallen. Unter den Anhängern Wainwrights hatte diese Überarbeitung eine kontroverse Diskussion ausgelöst. Es wurde einerseits die Meinung vertreten, die Bücher sollten als eine Art Kunstwerk betrachtet und als solche nicht verändert werden. Andererseits sind an einigen Stellen starke Veränderungen im Landschaftsbild z. B. durch den Neubau von Straßen, Ortsteilen, durch Erdrutsche oder die Verlegung von Zäunen entstanden, die die Brauchbarkeit als Wanderführer beeinträchtigen und deshalb eine Überarbeitung angeraten erscheinen ließen.
Es ist geplant, auch die anderen noch verbleibenden Wanderführer zu aktualisieren. Begonnen werden soll mit „A Coast to Coast Walk“, gefolgt von „The Outlying Fells of Lakeland“ und dem „Pennine Way Companion“.

### Weitere Bücher
Im Jahr 1968 erschien der Pennine Way Companion: eine im gleichen Layout erstellte detaillierte Beschreibung von Englands erstem Fernwanderweg, dem Pennine Way. Wainwrights Buch ist neben der offiziellen Beschreibung von Tom Stephenson der am meisten genutzte Führer für diesen Wanderweg. Es besteht aus einem kontinuierlichen Band von Zeichnungen und begleitenden Erklärungen, bei denen die Route von Süden nach Norden beschrieben wird. Da dies die umgekehrte Richtung der normalen Lesart ist, liest man das Buch von hinten nach vorn und jede Seite von unten nach oben. Zur Erstellung des Buches wurde Wainwright von vier Helfern (Harry Appleyard, Len Chadwick, Cyril Moore und Lawrence Smith) unterstützt. Während der Vorbereitungen zu diesem Buch in den Jahren 1967 und 1968 waren zeitweilig große Teile des Pennine Way wegen der in England ausgebrochenen Maul- und Klauenseuche gesperrt.
Das Buch Walks in Limestone Country aus dem Jahr 1970 beschreibt Wanderungen im Gebiet von Whernside, Ingleborough und Pen-y-ghent den Yorkshire Three Peaks.
1972 ersann Wainwright den Coast to Coast Walk als eine Art Alternative zum Pennine Way. Diese Route wird geliebt wegen seiner landschaftlichen Schönheit, Abwechslungsreichtum und touristisch interessanten Punkte, wie er in seinem Buch sagt. Die 300 km lange Route führt im Norden Englands von St Bees nach Robin Hoods Bay durch die National Parks des Lake District, der Yorkshire Dales und der North York Moors.
Sein letzter wichtiger Wanderführer war The Outlying Fells of Lakeland, das 1974 veröffentlicht wurde. Darin beschreibt er die Wege zu 56 niedrigeren Bergen im Umfeld des Lake District, hauptsächlich geschrieben für Pensionäre und andere, die nicht mehr die höheren Berge besteigen können.
In den kommenden Jahren konzentrierte er sich auf Bildbände mit großflächigeren Zeichnungen, da seine Sehfähigkeit wegen einer Augenerkrankung stark nachließ. Gleichzeitig wurde er national durch eine Reihe von Fernsehsendungen bekannt, die der Fernsehsprecher Eric Robson produzierte.
Sein autobiografisches Buch Ex-Fellwanderer, das 1987 veröffentlicht wurde, erklärte er zu seinem letzten eigenen Buch. Danach wurden noch einige Coffee Table Books veröffentlicht, zu denen er einige Kommentare schrieb und die der Fotograf Derry Brabbs illustrierte. Obwohl diese Bildbände ein Erfolg waren und sich gut verkauften, werden sie von den Liebhabern seiner früheren Bücher nicht so geschätzt, da sie keine weiteren neuen Informationen enthalten und seine Kommentare gestelzt und humorlos wirken.

## Tod

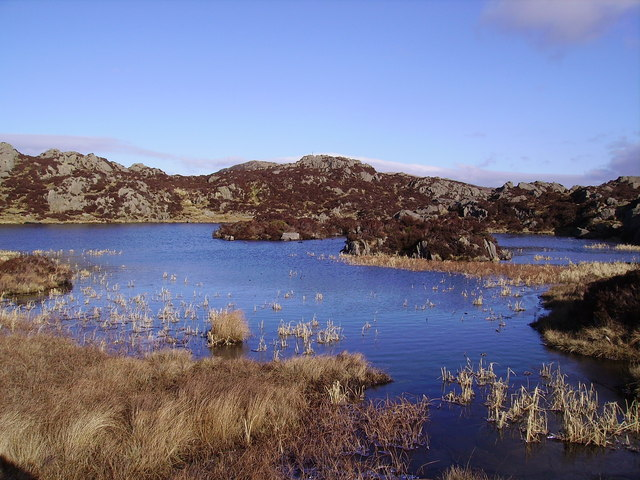
Innominate Tarn, Wainwrights letzte Ruhestätte

Wainwright starb am 20. Januar 1991 nach einem Herzanfall in Kendal. Den größten Teil seines Vermögens vermachte er seiner zweiten Frau Betty, mit der Maßgabe, großzügige und anonyme Spenden an Einrichtungen des Tierschutzes zu veranlassen. Obwohl er nicht unvermögend war, hinterließ er nach Aussage seines Biografen Hunter Davies seinem einzigen Sohn aus erster Ehe Peter nichts.
Seine Asche wurde am Innominate Tarn auf dem Gipfel des Haystacks verstreut, wie er es sich gewünscht hatte. In der Kirche des nahen Ortes Buttermere ist eine Gedenktafel in einer Fensternische angebracht, von wo aus man Haystacks sehen kann.

## Einfluss
Von Wainwrights Pictorial Guides wurden seit ihrer Erstveröffentlichung über zwei Millionen Exemplare verkauft. Obwohl es andere und aktuellere Beschreibungen der Lakeland Fells gibt, zählen seine Bücher zu den beliebtesten. Das ist nicht zuletzt dem Detailreichtum und unverwechselbar einzigartigen Erscheinungsbild seiner handschriftlichen Gestaltung zu verdanken. Die Einteilung des Lake Districts in sieben Bereiche und die Auswahl der Berge wurde in der Nachfolge durch die meisten Autoren von Wanderführern dieser Region übernommen.
Der Coast to Coast Walk ist einer der populärsten Fernwanderwege Englands geworden, obwohl er lange keinen offiziellen Status und keine durchgehende Markierung hatte, und hat zahlreiche Beschreibungen dieses Weges durch andere Autoren nach sich gezogen. Im Jahre 2003 wurde er durch eine Expertenjury des Magazins Country Walking zum zweitbesten Wanderweg weltweit gewählt. Die Popularität der anderen Bücher Wainwrights reicht nicht an die der Pictorial Guides heran, einige von ihnen werden nicht mehr neu aufgelegt.
Die 214 in den Pictorial Guides beschriebenen Fells werden in England generell als The Wainwrights bezeichnet und es ist das Ziel vieler Fellwalker alle zu besuchen. Alan Castle von der Long Distance Walkers Association berichtet, dass bis 2003 insgesamt von 331 Personen bekannt ist, dass sie alle Wainwrights bestiegen haben. Dave Hewitt vermutet, dass die aktuelle Zahl um die 500 liegt.
Der Jüngste ist Jordan Ross, der bis zum Alter von 9 Jahren alle Wainwrights bestiegen hatte.
Nur fünf Tage älter ist Jonathan Broad aus Cockermouth, der die 214 Wainwrights in einem Jahr erstiegen hat.
Wainwright war ein engagierter Vertreter der Tierrechte und spendete den größten Teil seiner Einnahmen aus den Büchern dem Tierschutz. 1972 wurde er Vorsitzender des kurz zuvor gegründeten Tierschutzvereins von Cumbria (Animal Rescue Cumbria) und spendete über mehrere Jahre genügend Geld, um dem Verein 1984 den Bau eines Tierheimes in Kendal zu ermöglichen. Nach seinem Tod wurde der Verein in Animal Rescue Cumbria – The Wainwright Shelter umbenannt.
2002 wurde The Wainwright Society gegründet, die sich zum Ziel gesetzt hat, sein Andenken zu bewahren, lokale Projekte in Cumbria zu unterstützen und das naturverträgliche Fellwalking im Lake District zu fördern, da es immer Wainwrights Anliegen war, bei seinen Wanderungen in den Bergen möglichst wenig menschliche Spuren zu hinterlassen.

## Fernsehen
Mitte der 1980er Jahre wurde Wainwright durch das Fernsehen populär. Mehrere Serien wurden über ihn und sein Werk vom Autor, Dokumentarfilmer und Fernsehmoderator Eric Robson produziert.
Nach seinem Tod produzierte die BBC eine Dokumentation über Wainwrights Leben, die am 25. Februar 2007 auf BBC Four gesendet wurde, gefolgt von zwei vierteiligen Serie mit Wanderungen nach seinen Büchern.
Die erste Serie umfasste Castle Crag, Haystacks, Blencathra über Sharp Edge und Scafell Pike von Seathwaite.
Eine zweite Serie im Herbst 2007 hatte Wanderungen auf Catbells, Crinkle Crags, Helm Crag, Pillar, Helvellyn von Patterdale und High Street von Mardale zum Inhalt. Eine dritte Serie ist in Planung.
Angeregt durch das Zuschauerinteresse wurde eine 6-teilige Serie mit dem Titel „Wainwright Walks: Coast to Coast“ im September 2008 produziert und im Frühjahr 2009 bei BBC Four gesendet, die wie die beiden ersten Serien ebenfalls durch die Fernsehjournalistin Julia Bradbury präsentiert wurde.
Inzwischen sind diese Dokumentationen auch auf DVD erhältlich.

## Trivia

### The Wainwright Bus
Das Transportunternehmen Stagecoach Northwest, das den Personenverkehr mit Bussen in Cumbria betreibt, setzt seit Frühjahr 2008 auf der Linie 555 zwischen Windermere und Keswick drei Doppeldeckerbusse ein, deren Lackierungen jeweils eine Person würdigen, die „das Leben und die Kultur im Lakeland bedeutend geprägt haben“. Neben Alfred Wainwright werden auch William Wordsworth und Beatrix Potter mit einem eigenen Bus auf diese Art geehrt.
Busse waren zeit seines Lebens ein wichtiges Transportmittel für Wainwright, der nie einen Führerschein besessen hat und bei seinen Wanderungen auf dieses öffentliche Verkehrsmittel angewiesen war.

### The Wainwright Bridge
In Wainwrights Geburtsstadt Blackburn, in der er die ersten 33 Jahre seines Lebens verbrachte, ist eine 2008 neu erbaute architektonisch das Stadtbild prägende Brücke nach Wainwright benannt.
Bei der Namensgebung, an der sich die Einwohner Blackburns mittels Vorschlägen und einer Abstimmung beteiligen konnten, votierte der größte Teil für Wainwright, der im Ergebnis gefolgt wurde von Kathleen Ferrier und Jack Walker, dem ehemaligen Besitzer der Fußballmannschaft Blackburn Rovers, dessen Fanclub Rovers Supporters Club Wainwright mitbegründete.

### The Wainwright Rose
Fryers Nurseries Ltd, ein bekannter Rosenzüchter in England hat eine Rose nach Wainwright benannt und stiftet einen Teil der Einnahmen aus dem Verkauf für den Tierschutzverein Animal Rescue Cumbria in Kendal.

## Bücher
Dies ist eine Liste ausgewählter Bücher, die Wainwright veröffentlicht hat. Er war weiterhin an zahlreichen anderen Büchern beteiligt, zu denen er Kommentare geschrieben oder die er illustriert hat.

### Reiseführer
- Pictorial Guide to the Lakeland Fells
  - Band 1: The Eastern Fells (1955)
  - Band 2: The Far Eastern Fells (1957)
  - Band 3: The Central Fells (1958)
  - Band 4: The Southern Fells (1960)
  - Band 5: The Northern Fells (1962)
  - Band 6: The North Western Fells (1964)
  - Band 7: The Western Fells (1966)
- Pennine Way Companion (1968)
- Walks in Limestone Country (1970)
- Walks on the Howgill Fells (1972)
- A Coast to Coast Walk (1973)
- The Outlying Fells of Lakeland (1974)
- Walks from Ratty (1978)

### Skizzenbücher
- A Lakeland Sketchbook (1969)
- A Second Lakeland Sketchbook (1970)
- A Third Lakeland Sketchbook (1971)
- A Fourth Lakeland Sketchbook (1972)
- A Fifth Lakeland Sketchbook (1973)
- Westmorland Heritage (1974)
- Scottish Mountain Drawings (6 Bände, 1974–1978)
- A Dales Sketchbook (1976)
- Kendal in the 19th Century (1977)
- A Second Dales Sketchbook (1978)
- A Furness Sketchbook (1978)
- A Second Furness Sketchbook (1979)
- Three Westmorland Rivers (1979)
- A Lune Sketchbook (1980)
- A Ribble Sketchbook (1980)
- An Eden Sketchbook (1980)
- Lakeland Mountain Drawings (5 Bände, 1980–1984)

### Autobiografien
- Fellwanderer: The Story Behind the Guidebooks (1966)
- A Pennine Journey: The Story of a Long Walk in 1938 (1987)
- Ex-Fellwanderer (1987)

### Farbige Fotobücher
- Fellwalking with Wainwright (1984), Fotos von Derry Brabbs
- Wainwright on the Pennine Way (1985), Fotos von Derry Brabbs
- Wainwrights Coast to Coast Walk (1987), Fotos von Derry Brabbs
- Wainwright in the Lakeland Mountain Passes (1989), Fotos von Derry Brabbs
- Wainwright in the Limestone Dales (1991), Fotos von Ed Gelgard
- Wainwrights Favourite Lakeland Mountains (1991), Fotos von Derry Brabbs
- Wainwright in the Valleys of Lakeland (1992), Fotos von Derry Brabbs

### Beteiligung als Illustrator
- Scratch and Co von Molly Lefebure (1968)
- The Plague Dogs (dt. Die Hunde des Schwarzen Todes) von Richard Adams (1977)